# Aderinsola Eseola
Aderinsola Habib Eseola (in ucraino Адерінсола Хабіб Есеола?; Žytomyr, 28 giugno 1991) è un calciatore ucraino di origini nigeriane, attaccante svincolato.

## Carriera

### Club
Cresciuto tra le giovanili di Polіssja Žytomyr e Arsenal Kiev, tra il 2010 e il 2014 ha giocato in Italia, militando nelle serie dilettantistiche con le maglie di Virtus Soverato, HinterReggio e Vibonese.
Terminata l'esperienza in Italia, torna nuovamente in Ucraina, vestendo le maglie di Zirka, Arsenal Kiev e Oleksandrija.
Tra il 2018 ed il 2021, gioca in Kazakistan: dopo una breve esperienza all'Aqjaıyq, disputa tre campionati con la maglia del Qairat, vincendo, oltre al titolo di capocannoniere nel 2019, anche un campionato e una coppa nazionale.

### Nazionale
Ha giocato nella nazionale ucraina Under-17.

## Palmarès

### Club
- Coppa del Kazakistan: 1

Qaırat: 2018
- Campionato kazako: 1

Qaırat: 2020

### Individuale
- Capocannoniere della Qazaqstan Prem'er Ligasy: 1

2019 (19 gol)